# Thamnaconus hypargyreus
Thamnaconus hypargyreus är en fiskart som först beskrevs av Cope 1871.  Thamnaconus hypargyreus ingår i släktet Thamnaconus och familjen filfiskar. Inga underarter finns listade i Catalogue of Life.